# Dobbeltanlæg (mølle)
Et dobbeltanlæg er betegnelsen for en møllegård, hvor der både er tilknyttet en vindmølle og en vandmølle. Sådanne anlæg var ret almindelige i Europa i perioden 1700-1900. Også i Danmark har de været temmelig udbredte, men 2025 er kun ganske få bevarede.
Vindmøllerne blev fortrinsvis anvendt til at male korn, mens vandmøllerne havde mange forskellige funktioner, f.eks. at drive maskiner eller producere elektricitet. 

## Bevarede anlæg i Danmark
Følgende dobbeltanlæg er stadig bevarede eller delvis bevarede i Danmark:
- Blåbæks Mølle - Et funktionsdygtigt anlæg med hollandsk vindmølle. Anlægget er 2025 museum
- Dorf Mølle - Et funktionsdygtigt anlæg med hollandsk vindmølle. Anlægget er 2025 museum
- Grubbe Mølle - Et funktionsdygtigt anlæg med hollandsk vindmølle. Anlægget er 2025 museum
- Lydinge Mølle -Et dobbeltanlæg i forfald, som 2025 er nedrivningstruet
- Pibe Mølle - En stubmølle, som er funktionsdygtig og en vandmølle, hvor kun bygningerne har overlevet
- Vibæk Mølle - Et dobbeltanlæg, hvor vandmøllen er museum og det er planlagt, at vindmøllen skal restaureres.
- Trente Mølle - Vandmøllen er 2025 indrettet til beboelse, mens vindmøllen er gået tabt.

## Vindmøller, der indgår i dobbeltanlæg
- Grubbe vindmølle
- Dorf vindmølle
- Blåbæk vindmølle